# Юн Дон Сик
Юн Дон Сик (кор. 윤동식; 24 августа 1972, Сеул) — корейский дзюдоист и боец смешанного стиля, представитель лёгкой, полусредней и средней весовых категорий. В период 1993—2004 годов состоял в основном составе сборной Южной Кореи по дзюдо, бронзовый призёр чемпионата мира, двукратный чемпион Азии, чемпион Азиатских игр, чемпион Восточноазиатских игр, чемпион Игр доброй воли, победитель и призёр многих турниров международного значения. Начиная с 2005 года выступает в ММА на профессиональном уровне, известен по участию в турнирах таких бойцовских организаций как Pride, Hero's, Dream, K-1, Road FC и др.

## Биография
Юн Дон Сик родился 24 августа 1972 года в Сеуле. Активно заниматься дзюдо начал с раннего детства, на юниорском уровне заявил о себе ещё в 1992 году, заняв второе место на чемпионате мира.
Первого серьёзного успеха на взрослом международном уровне добился в сезоне 1993 года, когда попал в основной состав южнокорейской национальной сборной и побывал на чемпионате Азии в Макао, откуда привёз награду бронзового достоинства. Год спустя одержал победу на Играх доброй воли в Санкт-Петербурге и на Азиатских играх в японской Хиросиме. В 1997 году завоевал золотую медаль на азиатском первенстве в Маниле. В 2000 году отметился победой на чемпионате Азии в Осаке, тогда как в 2001 году получил бронзу на чемпионате мира в Мюнхене и золото на Восточноазиатских играх в Осаке. Несмотря на впечатляющий послужной список, Юну ни разу не довелось поучаствовать в Олимпийских играх, в результате чего на родине его прозвали «королём дзюдо без короны».
Окончив карьеру в дзюдо, Юн Дон Сик решил попробовать себя в ММА и в 2005 году дебютировал на турнирах японской организации Pride Fighting Championships. Тем не менее, начало его бойцовской карьеры не было удачным — в первом поединке он за 38 секунд проиграл техническим нокаутом японскому реслеру Кадзуси Сакурабе. Далее последовали поражения единогласным решением судей от Макото Такимото, Куинтона Джексона и Мурилу Бустаманте.
Несмотря на серию поражений и увольнение из Pride, Юн продолжил выходить на ринг и в 2007 году с помощью болевого приёма «рычаг локтя» взял верх над сильным голландским кикбоксером Мелвином Манхуфом. Последовала серия из четырёх побед, Юн дрался на турнирах Hero's и Dream, где проиграл таким известным бойцам как Гегард Мусаси и Джесси Тейлор. Начиная с 2014 года активно выступает на турнирах корейской организации Road FC.

## Статистика в профессиональном ММА
| Боёв 18  | Побед 9 | Поражений 9 |
| -------- | ------- | ----------- |
| Нокаутом | 0       | 5           |
| Сдачей   | 5       | 0           |
| Решением | 4       | 4           |

| Результат | Рекорд | Соперник          | Способ               | Турнир                             | Дата             | Раунд | Время | Место                 | Примечание |
| --------- | ------ | ----------------- | -------------------- | ---------------------------------- | ---------------- | ----- | ----- | --------------------- | ---------- |
| Поражение | 9-9    | Ян Чхве           | КО (удар рукой)      | Road FC 31                         | 14 мая 2016      | 2     | 2:38  | Сеул, Южная Корея     |            |
| Победа    | 9-8    | Дайдзю Такасэ     | Раздельное решение   | Road FC 24                         | 25 июля 2015     | 3     | 5:00  | Токио, Япония         |            |
| Победа    | 8-8    | Амилкар Алвес     | Единогласное решение | Road FC 19                         | 9 ноября 2014    | 3     | 5:00  | Сеул, Южная Корея     |            |
| Поражение | 7–8    | Рики Фукуда       | TKO (удары руками)   | Road FC 16                         | 26 июля 2014     | 1     | 3:36  | Куми, Южная Корея     |            |
| Победа    | 7-7    | Юн Ён Хван        | Сдача (рычаг локтя)  | Revolution 1: The Return of Legend | 23 марта 2013    | 1     | 0:46  | Канвондо, Южная Корея |            |
| Победа    | 6-7    | Рё Такигава       | Сдача (удары руками) | K-1 Korea Max 2013                 | 2 февраля 2013   | 1     | 1:25  | Сеул, Южная Корея     |            |
| Победа    | 5-7    | Тарек Саффедин    | Раздельное решение   | Dream 12                           | 25 октября 2009  | 3     | 5:00  | Осака, Япония         |            |
| Поражение | 4-7    | Джесси Тейлор     | TKO (травма голени)  | Dream 10                           | 20 июля 2009     | 1     | 1:02  | Сайтама, Япония       |            |
| Поражение | 4-6    | Эндрюс Накахара   | TKO (удары руками)   | Dream 6                            | 23 сентября 2008 | 2     | 0:30  | Сайтама, Япония       |            |
| Поражение | 4-5    | Гегард Мусаси     | Единогласное решение | Dream 4                            | 15 июня 2008     | 2     | 5:00  | Иокогама, Япония      |            |
| Победа    | 4-4    | Сюнго Ояма        | Единогласное решение | Dream 2                            | 29 апреля 2008   | 2     | 5:00  | Сайтама, Япония       |            |
| Победа    | 3-4    | Фабиу Силва       | Сдача (рычаг локтя)  | Hero's 2007 in Korea               | 28 октября 2007  | 1     | 6:12  | Сеул, Южная Корея     |            |
| Победа    | 2-4    | Зелг Галешич      | Сдача (рычаг локтя)  | Hero's 10                          | 17 сентября 2007 | 1     | 1:29  | Иокогама, Япония      |            |
| Победа    | 1-4    | Мелвин Манхуф     | Сдача (рычаг локтя)  | K-1 Dynamite!! USA Hero's          | 2 июня 2007      | 2     | 1:17  | Калифорния, США       |            |
| Поражение | 0-4    | Мурилу Бустаманте | Единогласное решение | Pride Bushido 13                   | 5 ноября 2006    | 2     | 5:00  | Иокогама, Япония      |            |
| Поражение | 0-3    | Куинтон Джексон   | Единогласное решение | Pride 31: Dreamers                 | 26 февраля 2006  | 3     | 5:00  | Сайтама, Япония       |            |
| Поражение | 0-2    | Макото Такимото   | Единогласное решение | Pride 30: Fully Loaded             | 23 октября 2005  | 3     | 5:00  | Сайтама, Япония       |            |
| Поражение | 0-1    | Кадзуси Сакураба  | TKO (удары руками)   | PRIDE Total Elimination 2005       | 23 апреля 2005   | 1     | 0:38  | Осака, Япония         |            |